# Cipriano Branco
Cipriano Castelo Branco, mais conhecido como Cipriano Branco, ou Branco (Suai, 3 de outubro de 1984) é um futebolista timorense que atua como meia. Atualmente, está sem clube.

## Carreira
Branco fez sua estréia pela Seleção Timorense de Futebol no jogo contra contra a equipe das Filipinas em 22 de outubro de 2010, em em jogo válido pela AFF Suzuki Cup entrando no jogo no minuto 52.
O jogador chegou a atuar no futebol brasileiro, foi em 2011 quando jogou pelo São Bernardo.

## Ligações Externas
- Football Database (em inglês)
- Soccer Way (em inglês)